# Zanahoria (película)
Zanahoria (también conocido como Detrás de la verdad) es una película de 2014 dirigida por Enrique Buchichio. Inspirada en hechos reales, es un drama de suspenso, coproducción uruguayo-argentina desarrollada en Uruguay.

## Trama
La historia se basa en acontecimientos ocurridos en el país previo a las elecciones nacionales de 2004. Dos periodistas son contactados por un informante que les ofrece pruebas de ciertos crímenes ocurridos en la dictadura militar uruguaya de 1973 a 1985 en la denominada «Operación Zanahoria».

## Producción
La película está producida por Natacha López y Guillermo Casanova, por Lavorágine Films, y Hugo Castro Fau y Carolina Álvarez, por Lagarto Cine.

## Elenco
| - César Troncoso (Walter) - Martín Rodríguez (Jorge) - Abel Tripaldi (Alfredo) | - Nelson Guzzini (Osvaldo) - Mónica Navarro (Silvina) - Victoria Césperes (Vicky) | - Carlos Vallarino (Mario) - Ana Rosa (Clara) - Martín Pavlovsky (Eduardo) |

## Premios
- 2014: Premio Colón de Oro del Festival de Huelva[8]
- 2014: Montevideo Socio Audiovisual de la Intendencia Departamental de Montevideo (Uruguay): Finalización
- 2013: Premio Fondo de Fomento del Instituto del Cine y el Audiovisual del Uruguay
- 2013: Premio del Instituto Nacional de Cine y Artes Audiovisuales (incaa, Argentina)
- 2013: Montevideo Socio Audiovisual de la Intendencia Departamental de Montevideo: Filma
- 2011: Premio fona (Uruguay)[6]